# Synanceia horrida
Espèce
Statut de conservation UICN

 LC  : Préoccupation mineure
Synanceia horrida est une espèce de poissons benthiques venimeux d'eau de mer et saumâtre de la famille des Synanceiidae. 

## Répartition
Ce poisson se rencontre dans les pays suivants : Australie, Birmanie, Brunei, Cambodge, Chine, Hong Kong, Inde, Indonésie, Japon, Macao, Malaisie, Papouasie-Nouvelle-Guinée, Philippines, Taïwan, Singapour, Thaïlande, Timor oriental et Viêt Nam. Il est présent depuis la surface et jusqu'à 40 m de profondeur.

## Description
Synanceia horrida peut mesurer jusqu'à 60 cm de longueur totale.

## Galerie

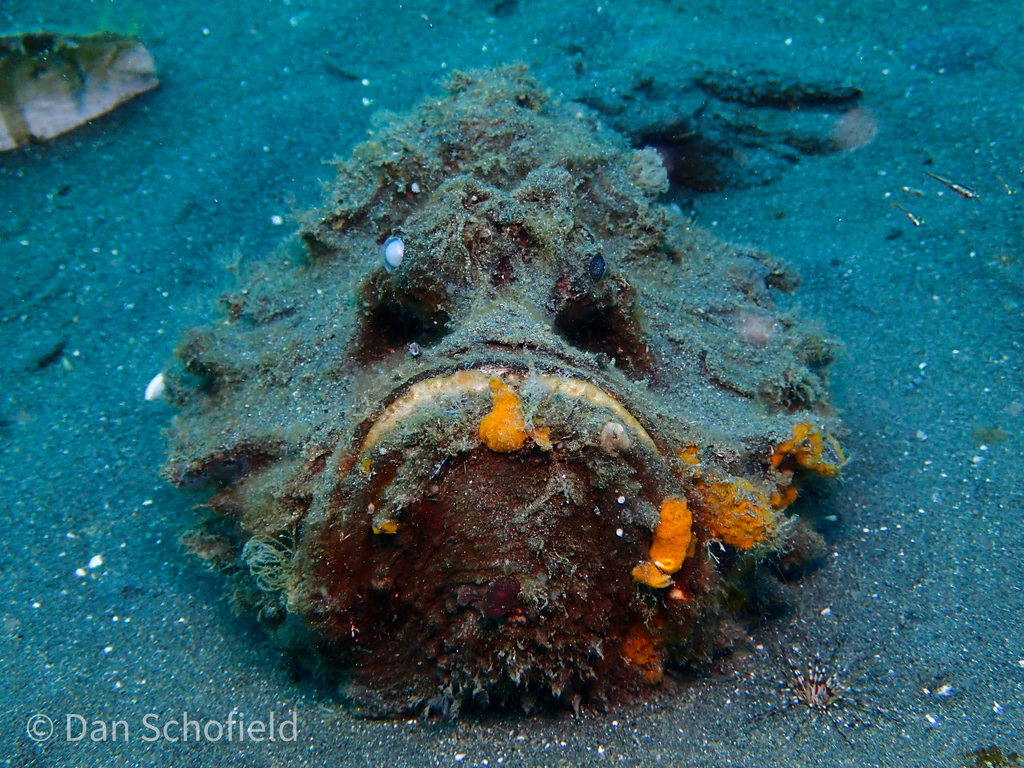
Synanceia horrida dans le détroit de Lembeh en Indonésie.
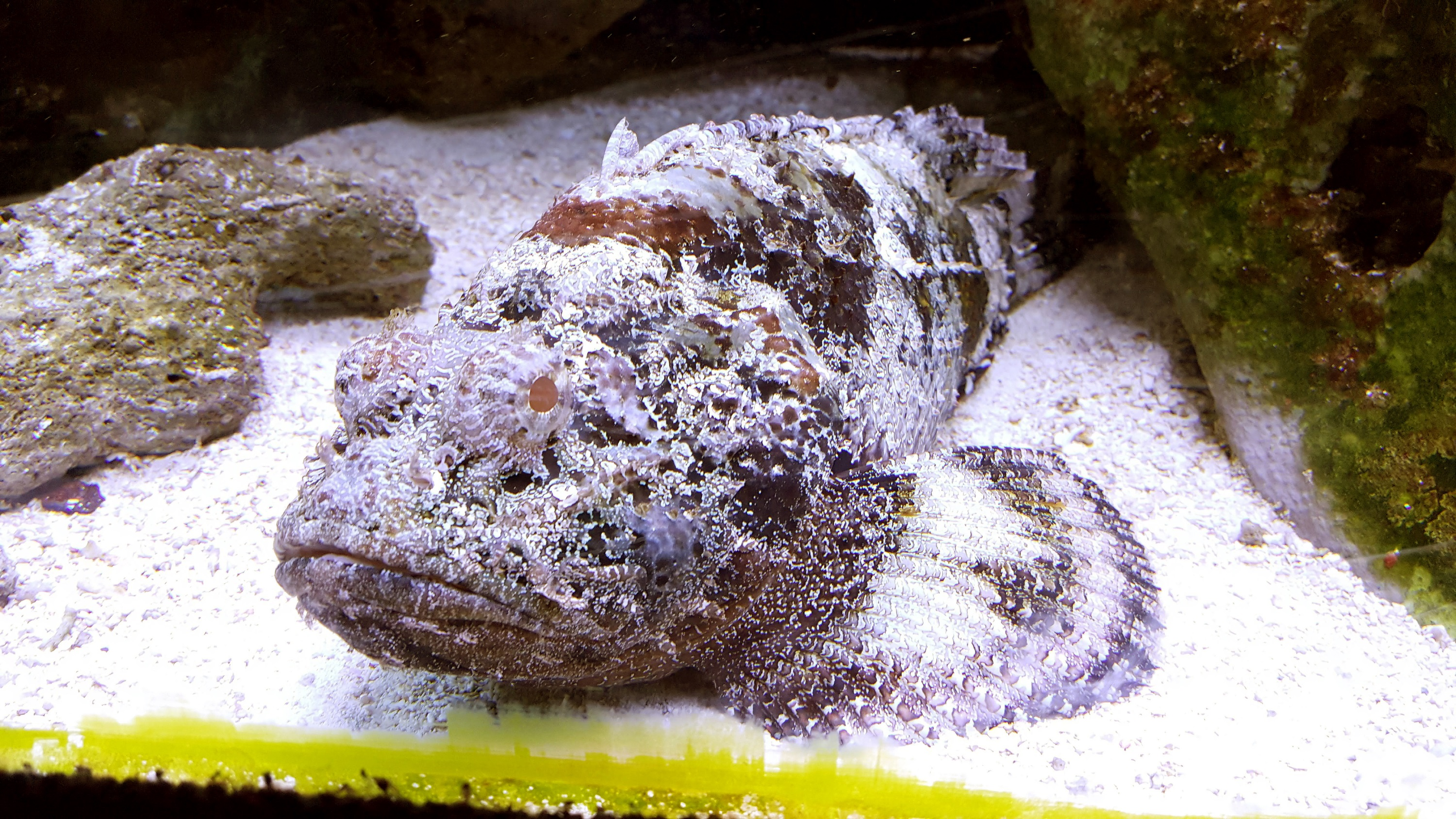
Synanceia horrida dans l'aquarium d'un zoo de Cleveland aux États-Unis
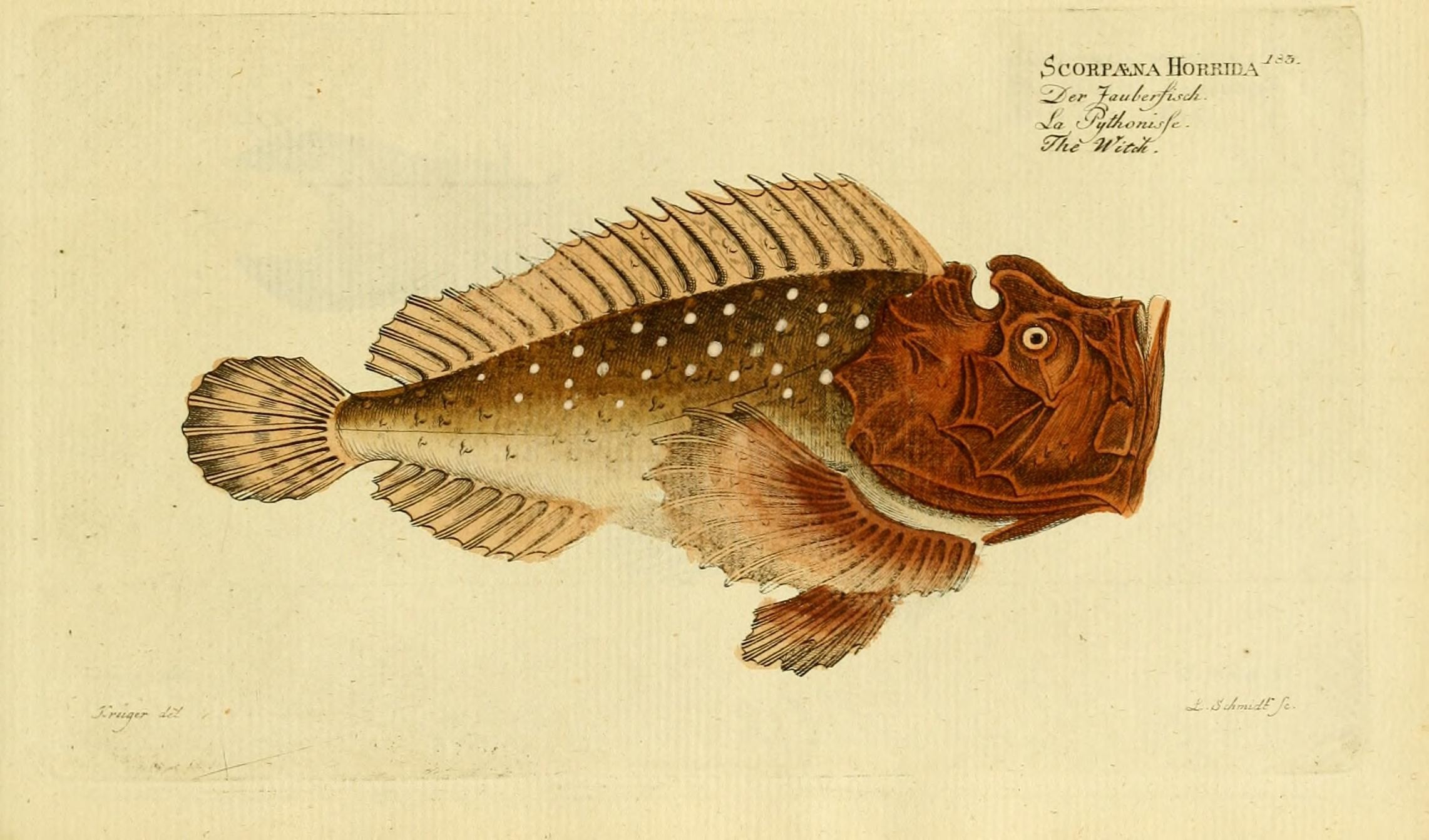
Synanceia horrida, illustration de 1796.

## Dangerosité
À l'instar des autres poissons-pierre, Synanceia horrida est considéré comme l'un des poissons les plus venimeux au monde en raison de ses épines dorsales qui sont reliées à deux glandes productrices de venin. Lorsque le poisson est dérangé, il dresse ses épines qui agissent comme des seringues hypodermiques qui injectent le venin si on lui marche dessus. Une étude récente, publiée en novembre 2024, a mis en évidence la présence de neurotransmetteurs qui n'avaient jamais été détectés jusque là dans les venins de poissons,.

## Systématique
Le nom valide complet (avec auteur) de ce taxon est Synanceia horrida (Linnaeus, 1766).
L'espèce a été initialement classée dans le genre Scorpaena sous le protonyme Scorpaena horrida Linnaeus, 1766.
Synanceia horrida a pour synonymes :
- Scorpaena horrida Linnaeus, 1766
- Synanceia horrid (Linnaeus, 1766)
- Synanceia trachynis Richardson, 1842
- Synanceja horrida (Linnaeus, 1766)
- Synanceja trachynis Richardson, 1842
- Synaneceiea horrida (Linnaeus, 1766)